# بلقاسم نياطى
بلقاسم نياطى (8 فبراير 1988 بالشلف في الجزائر - ) هو لاعب كرة قدم جزائري في مركز الوسط. لعب مع أهلي برج بوعريريج وأولمبي الشلف وأولمبي المدية واتحاد بلعباس وشباب بلوزداد وشبيبة بجاية واتحاد حجوط.

## روابط خارجية
- بلقاسم نياطى على موقع قاعدة بيانات كرة القدم.إي يو (الإنجليزية)
- بلقاسم نياطى على موقع Soccerway.com (الإنجليزية)